# Hugues XII de Lusignan
Pour les articles homonymes, voir Hugues de Lusignan.
Hugues XII de Lusignan (av. 1241-ap. 25 août 1270) est un haut aristocrate poitevin de la maison de Lusignan. Il est seigneur de Lusignan, comte de la Marche et d'Angoulême (1250-1270). Son mariage avec Jeanne de Fougères, riche héritière bretonne, lui apporte les baronnies de Fougères et du Porhoët. Vers 1260, Hugues XII semble acquérir les possessions de la maison d'Aubusson.
Hugues XII de Lusignan participe à la huitième croisade menée par le roi de France Louis IX. Hugues XII, tout comme son souverain, y perd la vie à la suite d’une épidémie de dysenterie en août 1270.

## Biographie

### Famille
Hugues XII de Lusignan est le fils de Hugues XI le Brun (v. 1221-1250), comte de la Marche (1249-1250) et d'Angoulême (1246-1250), et de Yolande de Bretagne (1218-1272), comtesse de Penthièvre (1236-1263), fille de la duchesse de Bretagne, Alix de Thouars (1200-1221) et de Pierre Mauclerc (v. 1187-1250), puîné de la maison capétienne de Dreux. Sa grand-mère paternelle est la comtesse-reine Isabelle d’Angoulême (v. 1188/92-1246).
Hugues XII est apparenté aux rois d'Angleterre et aux ducs de Bretagne. Ses oncles Henri III d'Angleterre (1er oct. 1207-16 nov. 1272), Jean Ier de Bretagne (1217/18-8 oct. 1286), Guy de Lusignan (ap. 1222-ap. 18 août 1288), seigneur de Cognac, Geoffroy Ier de Lusignan (v. 1223-1274), seigneur de Jarnac, et Guillaume Ier de Valence (v. 1227-13 juin 1296), comte de Pembroke, lui permettent d'entretenir un puissant réseau familial et politique.
Comme nombre de ses aïeux, Hugues XII se croise et décède lors d'une expédition en Orient. Son arrière-grand-père, Hugues IX le Brun, décède à Damiette le 11 août 1219 et son grand-père, Hugues X de Lusignan, le 5 juin 1249 à Damiette également. Son père, Hugues XI le Brun, suit son seigneur, Alphonse de Poitiers, lors de la septième croisade et décède le 6 avril 1250 à la bataille de Fariskur en Égypte.

### Possessions et gouvernement
Mineur à la mort de son père, Hugues est placé sous la régence de sa mère, Yolande de Bretagne, jusqu'en 1257. Elle gouverne en son nom les comtés de la Marche et d'Angoulême. Le 22 septembre 1257, encore mineur, Hugues XII de Lusignan prend possession du gouvernement de ses comtés et prête allégeance à son suzerain Alphonse de Poitiers pour le comté de la Marche et pour les châteaux de Lusignan et de Crozant. Il tient de sa mère les seigneuries de Chilly et de Longjumeau,.
En 1259, Hugues XII de Lusignan se signale par ses violences contre l'évêque Robert de Blaye et le clergé d'Angoulême,.
Vers 1262, Gui II d'Aubusson, très endetté, vend la vicomté à Hugues XII dans des circonstances mal cernées,,,,.
En 1263, son oncle Jean Ier, duc de Bretagne, reprend possession du comté de Penthièvre et l'échange contre des terres situées en Île-de-France et en Champagne : les seigneuries de la Fère-en-Tardenois, de Chilly et de Longjumeau.
Le 1er février 1270, avant de partir en Tunisie, il institue son fils aîné, le futur Hugues XIII le Brun, héritier de ses biens et le désigne comme son successeur,.

### Huitième croisade

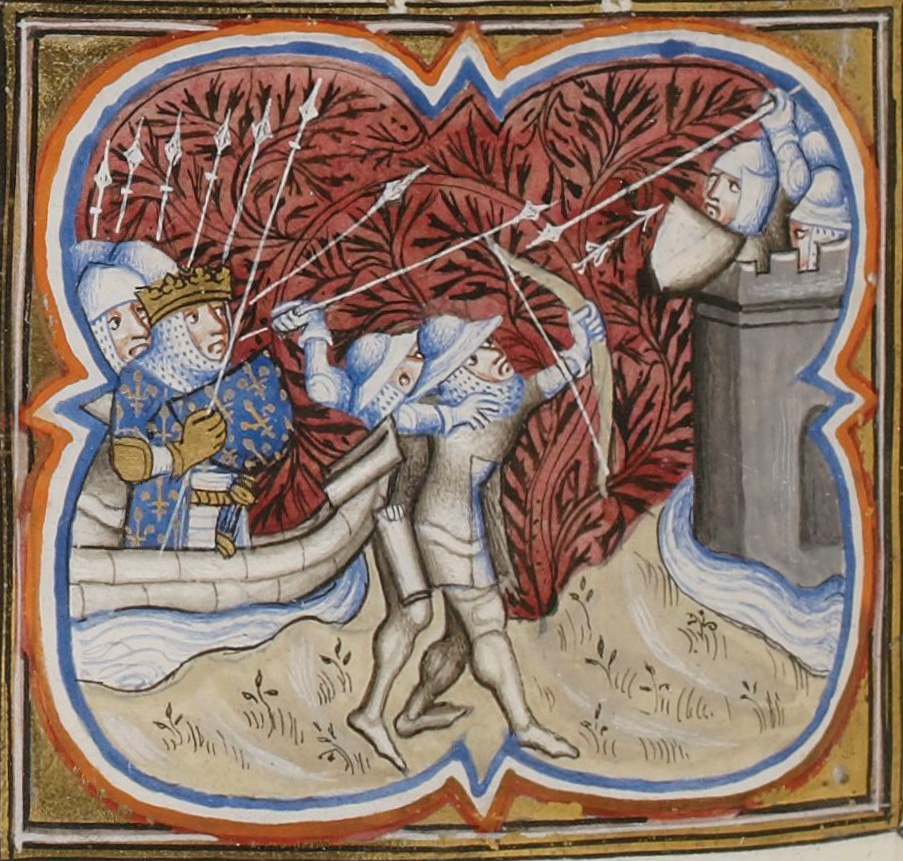
Siège de Tunis (1270),,

En mai 1270, Hugues XII de Lusignan rejoint l'armée du roi de France, Louis IX, à Aigues-Mortes, sûrement accompagné par plusieurs membres de son entourage familial : son épouse Jeanne de Fougères, son oncle Guy de Lusignan, seigneur de Cognac ainsi que sa cousine Eustachie de Lusignan qui décède, sans doute de maladie, à Carthage.
Après une étape à Cagliari, le 13 juillet 1270, la flotte arrive devant Carthage le jeudi 17 dans l'après-midi et débarque le 18 au matin. L'armée s'empare de la ville le 24 juillet où elle se retranche,,.

#### Décès et succession
Dès le début du mois d'août, les forces croisées sont frappées par une épidémie de fièvre et de dysenterie qui les décime. Hugues XII meurt à Carthage de dysenterie entre le décès de Louis IX, le 25 août 1270,, et l'hommage des barons français à son fils Philippe III le Hardi, deux jours plus tard,.
Mineur, son fils aîné, Hugues XIII le Brun, lui succède dans ses titres sous la tutelle de sa mère Jeanne de Fougères,,.

## Mariage et descendance

### Jeanne de Fougères
Jeanne (av. 1242-ap. 1273) est la fille unique de Raoul III de Fougères (v. 1205-1256), baron de Fougères et seigneur de Porhoët (1212-1256), et d'Isabelle de Craon (ap. 1223-ap. 1271),.
Le 29 janvier 1254, Hugues XII de Lusignan épouse Jeanne de Fougères, la plus riche héritière du duché de Bretagne. La cérémonie est célébrée par Étienne, abbé de Savigny, et se déroule au château de Fougères. Le mariage est enregistré le 4 février 1254.
Jeanne de Fougères fait son testament le lundi 20 mai 1269 à Touvre et vit encore plusieurs années.

### Descendance
Hugues XII et Jeanne ont sept enfants, dont six connus :
- Yolande de Lusignan (24 mars 1257-av. 12 oct. 1314), comtesse usufruitière de la Marche et d'Angoulême (1308-1314), dame de Lusignan, Fougères et Porhoët (1308-1314). Elle épouse en premières noces Hélie Ier Rudel (av. 1260-1290), seigneur de Pons et Bergerac ; puis en secondes noces Robert de Matha, seigneur de Mornac.
- Hugues XIII le Brun (25 juin 1259-nov. 1303), seigneur de Lusignan, comte de la Marche, d'Angoulême, seigneur de Fougères et de Porhoët (1270-1302). Il épouse Béatrix de Bourgogne (av. 1264-ap. juill. 1328), fille du duc Hugues IV de Bourgogne et de Béatrix de Champagne ; sans postérité.
- Inconnu (v. 1261-?), dont ni le nom ni la destinée ne sont connus (mort jeune).
- Jeanne de la Marche (v. 1263-5 déc. v. 1323), dame de Couhé et de Peyrat. Mariée en premières noces (ap. 1275) à Bernard Ezi IV d'Albret[43] (v. 1260-24 déc. 1280). Veuve, elle épouse en secondes noces, après 1280, Pierre de Joinville[44] (v. 1255-av. 1292), seigneur de Stanton Lacy. Jeanne et Pierre sont les parents de :
  - Jeanne de Joinville (1286-1308), épouse de Roger Mortimer (1287-1330), comte de March.
- Marie de la Marche (v. 1265-ap.1312), épouse en 1279 un seigneur anglais, Jean seigneur de Vescy (1244-10 fév. 1289), dont elle semble se séparer[45]. À la fin de l'année 1288, elle devient comtesse de Sancerre par son second mariage avec Étienne II de Sancerre (ap.1259-1303/06), seigneur de Charenton. Sans postérité de ses deux unions.
- Isabelle de la Marche (v. 1267-9 mars 1323), moniale à l'abbaye royale de Fontevraud dès novembre 1277[46],[47].
- Guy Ier de Lusignan (v. 1269-nov. 1308), seigneur d'Archiac, surnommé parfois Guyard. À la mort de son frère, Hugues XIII le Brun (♰ 1303), il devient seigneur de Lusignan, comte de la Marche, d'Angoulême, seigneur de Fougères et de Porhoët (1303-1308) et prend le patronyme de Lusignan dans les actes. Il décède de maladie et est inhumé dans l'église des Jacobins de Poitiers. Sans union ni postérité connue.

## Sceaux et armoiries

### Sceau [1257]
Avers : Rond, 65 mm,,,.
Description : Type équestre de chasse, à droite, le cheval au pas, le cavalier, tête nue, vêtu d'une cotte, tient de la main gauche ramenée devant lui les rênes de sa monture, et, de la droite un petit chien sur la croupe du cheval ; le cor, passé en bandoulière, flotte derrière lui.
Légende : ✠ S • HVGONIS : DE : LEZIGNE : COMITIS : MARCHIE : ET : ENGOLISME
Légende transcrite : Sigillum Hugonis de Lezignan, comitis Marchie et Engolisme.
Contre-sceau : Rond, 36 mm,,,.
Description : Écu burelé de douze pièces sur champ de rinceaux.
Légende : ✠ SECRETVM MEVM
Légende transcrite : Secretum meum.
Commentaire : Appendu à un parchemin (largeur 300 mm x haut 286 mm, dont 31 mm de repli), scellé du sceau d'Hugues XII de Lusignan en cire brune, sur double queue de parchemin, Paris, AN, J//192, n°29 (Longpont, le samedi 22 sept. 1257).

### Sceau [1270]
Avers : Rond, 72 mm,,,.
Description : Type équestre de chasse, à droite, le cheval au galop, le cavalier, tête nue, vêtu d'une cotte, tient de la main gauche les rênes de sa monture, et, de la droite un petit chien sur la croupe du cheval ; sous le ventre de ce dernier une quintefeuille, dans le champ derrière le cavalier, un cor.
Ce sceau se distingue du précédent par la position de la main droite et l'ajout d'une rose sous le cheval.
Légende : ✠ S' • HVGONIS DE LEZI................. CHIE
Légende transcrite : Sigiiium Hugonis de Leziniaco, comitis Marchie.
Contre-sceau : Rond, 72 mm,,,.
Description : Écu burelé de vingt-deux pièces sur champ de rinceaux
Légende : ✠ ET EN..............FULGERIARUM
Légende transcrite : Et Engolisme, domini Fulgeriarum.
Commentaires :
Appendu à un parchemin (largeur 222 mm x haut 575 mm), scellé du sceau d'Hugues XII de Lusignan, en cire blanche, sur double queue de parchemin, Paris, AN, J//407, no 4 (1er fév. 1270),.
Appendu à un parchemin (largeur 159 mm x haut 103 mm, dont 28 mm de repli), scellé du sceau d'Hugues XII de Lusignan en cire blanche sur cordon de lin blanc, AD 86, sceau no 170 (Abbaye de Nouaillé, 10 avril 1270).

### Armoiries [1257]
| Blason | Blasonnement : Écu burelé d'argent et d'azur de douze pièces Commentaires : Blason d'Hugues XII de Lusignan, comte de la Marche et d'Angoulême, d'après l'empreinte d'un contre-sceau de 1257. |

Références,,,

### Armoiries [1270]
| Blason | Blasonnement : Écu burelé d'argent et d'azur de vingt-deux pièces Commentaires : Blason d'Hugues XII de Lusignan, comte de la Marche et d'Angoulême, seigneur de Fougères, d'après les empreintes d'un contre-sceau de 1270. |

Références,,,

## Sources et bibliographie

### Sources sigillographiques
- SIGILLA : base numérique des sceaux conservés en France, « Hugues XII de Lusignan », Université de Poitiers. [lire en ligne]
- Sigillographie du Poitou jusqu'en 1515 : étude d'histoire provinciale sur les institutions, les arts et la civilisation d'après les sceaux, éd. François Eygun, Poitiers, Société des Antiquaires de l'ouest, 1938.